# Суареш, Томаш
Томаш Алвеш Суареш (порт. Tomás Alves Soares; родился 19 января 2008) — португальский футболист, нападающий юношеской команды клуба «Бенфика».

## Клубная карьера
Выступал за футбольную академию «Фреамунде», после чего присоединился к футбольной академии клуба «Бенфика». В сезоне 2022/23 забил 45 голов в 32 матчах за юношескую команду «Бенфики».

## Карьера в сборной
Выступал за сборные Португалии до 15, до 16 и до 17 лет.
В 2025 году в составе сборной Португалии до 17 лет сыграл на юношеском чемпионате Европы в Албании, забив голы в матчах группового этапа против Албании 19 мая, Германии 25 мая и Италии 29 мая. Португальцы в итоге стали чемпионами.

## Достижения
Сборная Португалии (до 17 лет)
- Чемпион Европы до 17 лет: 2025